# 奇爾卡約克火山
15°31′27″S 72°18′46″W / 15.52417°S 72.31278°W

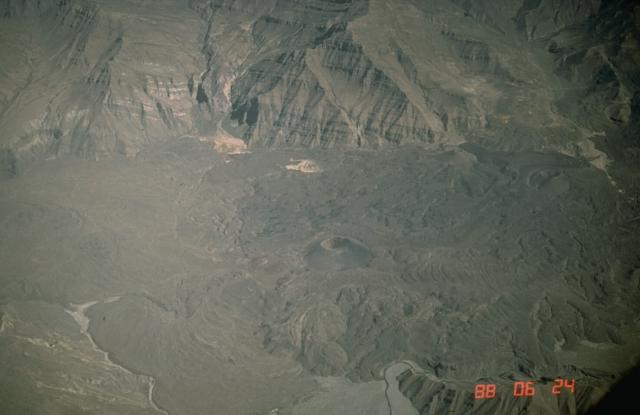

奇爾卡約克火山（Chilcayoc），是秘魯的火山，位於該國南部阿雷基帕大區的卡斯蒂利亞省，處於查查斯湖以西、赫查皮塔火山以北、奇爾卡約克格蘭德火山西北面，屬於安第斯山脈的一部分，海拔高度3,347米。